# Pseudagrion sjoestedti
Pseudagrion sjoestedti – gatunek ważki z rodziny łątkowatych (Coenagrionidae). Występuje w Afryce Subsaharyjskiej i jest szeroko rozprzestrzeniony – od Gambii na wschód po Sudan i na południe po Botswanę i północną RPA.
W RPA imago lata od lutego do końca maja. Długość ciała 33–34 mm. Długość tylnego skrzydła 20–20,5 mm.